# Tawitawitaube
Die Tawitawitaube (Gallicolumba menagei), auch als Tawitawidolchstichtaube (oder Tawi-Tawi-Dolchstichtaube geschrieben) bezeichnet, ist eine extrem seltene oder bereits ausgestorbene Taubenart aus der Gattung der Dolchstichtauben (Gallicolumba). Sie ist auf der philippinischen Insel Tawi-Tawi endemisch. Das Artepitheton ehrt Louis Menage, einen reichen Geschäftsmann aus Minneapolis, der zwischen 1890 und 1892 die Expedition von Frank Swift Bourns und Dean Conant Worcester finanzierte, auf der die Tawitawitaube entdeckt wurde.

## Merkmale
Die Tawitawitaube erreicht eine Größe von 30 Zentimetern. Die dunkelgraue Färbung der Stirn geht am Nacken und am oberen Mantel in ein schillerndes Grün über. Die übrige Oberseite ist kastanienfarben mit einem tiefen rot-violetten Glanz. Ein grünes Band, das um die Unterbrust verläuft, bildet einen scharfen Kontrast zwischen dem weißen Hals und den Brustseiten. Die Flügel sind einfarbig kastanienbraun. Der Bauch ist aschgrau. Steiß und Unterschwanzdecken sind creme-weiß. Auf der weißen Brust befindet sich ein leuchtend orangefarbener Fleck. Der Schwanz ist kurz.

## Lebensweise
Über ihre Lebensweise ist fast nichts bekannt. Ähnlich der anderen Dolchstichtauben ist sie vermutlich ein Bodenbewohner und fliegt nur kurze Strecken.

## Bestand und Gefährdung
Die Tawitawitaube ist nur von zwei Typusexemplaren bekannt, die 1891 auf der Insel Tawi-Tawi gesammelt wurden. BirdLife International klassifiziert diese Art in die Kategorie „vom Aussterben bedroht“ (critically endangered), da aufgrund von Aussagen der Einheimischen von Tawi-Tawi, Siasi, Tandubatu, Dundangan, Baliungan und Simunal aus dem Jahre 1995 noch Hoffnungen bestehen, dass dieser Vogel noch existieren könnte. Diese Berichte besagen, dass diese Taubenart vor den 1970er-Jahren noch ziemlich häufig gesichtet wurde, die Bestände aber so dramatisch zurückgegangen sind, dass Beobachtungen der Tawitawitaube deshalb nur noch sehr selten vorkommen. Obwohl Tandubatu, Dundangan, Baliungan noch gut bewaldet sind, dürfte eine weitere Existenz der Tawitawitaube auf diesen drei Inseln eher unwahrscheinlich sein, da sie nur eine Gesamtfläche von 17 km² haben. 1994 wurde der verbliebene Primärwald auf Tawi-Tawi gerodet und die übriggebliebenen Waldareale durch Holzeinschlag degradiert. 1996 gab es sogar Pläne, den kompletten Wald auf Tawi-Tawi durch Ölpalmenplantagen zu ersetzen. 2006 gab es jedoch Berichte, dass noch einige Waldreste erhalten geblieben sind. Dem Holzeinschlag in den Waldresten, der nun auf die schroffen Bergregionen beschränkt ist, folgte die unkontrollierte Besiedelung und landwirtschaftliche Nutzung. Rodungen in kleinem Maßstab werden noch auf Tandubatu, Dundangan und Baliungan betrieben. Während des Kriegsrechts in den 1970er-Jahren könnte die Jagd auf die Tauben eine erhebliche Abnahme der Population verursacht haben. Darüber hinaus haben der fortdauernde Bürgerkrieg zwischen der philippinischen Regierung und der Moro Islamischen Befreiungsfront Suchen nach dieser Taube in den letzten Jahren verhindert.